# Ratramnus z Korbei
Ratramnus z Korbei (zm. ok. 868) – benedyktyn z opactwa Corbie, uczony z czasów renesansu karolińskiego.
Jego życie jest bardzo słabo znane. Jest znany głównie jako autor traktatu o eucharystii De corpore et sanguine Domini, w której zaprzecza doktrynie transsubstancjacji popieranej przez żyjącego mu współcześnie w tym samym opactwie Paschasiusa Radbertusa. Ratramnus starał się godzić religię z nauką, podczas gdy Radbertus kładł nacisk na mistycyzm. Poglądy Ratramnusa nie zostały przyjęte, ich autor został zapomniany, a jego książki potępiono w roku 1050 na synodzie w Vercelli jako herezję. Jego prace zostały opublikowane dopiero w okresie renesansu na podstawie ocalałych rękopisów. Wydano je w 1532 roku i przetłumaczono. Myśl Ratramusa stała się popularna w Anglii, gdzie reformator Kościoła Thomas Cranmer przypisał Ratramusowi zmianę swojego zdania w sprawie doktryny  transsubstancjacji. Kościół katolicki umieścił tę książkę w 1559 r. w Indeksie ksiąg zakazanych.
Na zlecenie Karola II Łysego Ratramnus napisał natomiast dwie księgi. W De praedestinatione Dei wsparł on doktrynę predestynacji. 
Ratramnus był też znany z czterotomowej Contra Graecorum opposita (868), opisującej różnice między wschodnim i zachodnim chrześcijaństwem, w której bronił Kościoła zachodniego, m.in. jego doktryny Filioque przed krytyką ze strony patriarchy Konstantynopola Focjusza I Wielkiego (810-891) Wzywał też do jedności między Wschodem i Zachodem. W dziele De nativitate Christi („O narodzinach Chrystusa”) pisał, że narodziny Chrystusa były naturalne. Przekonanie to zakwestionował opat Corbie Paschasjusz, zgodnie z tradycją chrześcijańską. 